# 李登雲 (崇禎進士)
李登雲，字锺表，號梯僊、又号龍瞻，福建晉江縣人，明朝政治人物、同進士出身。

## 生平
崇禎九年（1636年）丙子科福建鄉試十五名舉人，崇禎十年（1637年）聯捷丁丑科进士，分發為直隸金壇縣知縣，為官明恕，历升刑部主事、刑部員外郎。

## 家族
曾祖李梦熊，祖李日新，父李一清。